# تنبؤ بالتعرية
توجد عشرات من نماذج التنبؤ بالتعرية. وقد تم تطوير معظمها لتتناول المساحات الزراعية، وتم تصميمها لمقارنة المعدلات السنوية المتنبأ بها لفاقد التربة من مساحات أوسع طبقًا لتقنيات مختلفة لإدارة الأرض الصالحة لزراعة المحاصيل والمراعي. وبعضها مجرد نماذج إحصائية، والأخرى ميكانيكية. وهناك اثنتان من أكثر الطرق استخدامًا في أمريكا الشمالية وهما نموذج معادلة فاقد التربة العامة المعدلة (RUSLE) ونموذج مشروع التنبؤ بالتعرية المائية (WEPP). وتم توجيه الكثير من أبحاث معدلات التعرية تجاه دعم أو ملاءمة هذه النماذج التنافسية. وعلى وجه الخصوص، تركز الكثير من دراسات تعرية المناجم فقط على تأهيل أو تحسين معلمات معادلة فاقد التربة العامة المعدلة (RUSLE). وبصرف النظر عن بعض نماذج تعرية الأخاديد القطعية الجديدة، فإن هذه النماذج لا تعنى بتعرية الأخاديد - ويرجع ذلك بكثرة إلى صعوبات النمذجة، وبقلة إلى أنه يتم إصلاح الأخاديد عادة في البيئات الزراعية أو الغابات أو بيئات التعدين.
بسبب وجود تباين كبير بين معدلات التعرية المتوقعة والملاحظة، فإن هذه النماذج تعتبر بمثابة أدوات للبحث أفضل من كونها أدوات سياسية وتنظيمية عامة أو تتعلق بتدابير التصميم التوجيهية للتضاريس التي شيدت. ولكن قد توفر بعض النماذج توجيهًا مفيدًا لمهندس التصميم إذا تمت المعايرة والتحقق من الظروف المحلية بشكل كافٍ، وإذا أوضح التصميم وجود غموض.
ويتم تطبيق معظم نماذج التعرية على المواقع الموجودة للطوبوغرافيا المعروفة وخصائص المواد لتوجيه أنشطة إدارة الأرض. ومع ذلك، تجد لدى مصممي التضاريس المنشأة تحكمًا كبيرًا في الطوبوغرافيا، ومكان غطاء التربة، وإعادة الإنبات الأولي، وإلى حد أقل خصائص الطبقة السفلية ـ المرونة التي تكون بشكل عام غير اقتصادية للمزارعين، ومربي الماشية، ومعظم مستخدمي نماذج التعرية. ومن ناحية أخرى، تجد عمال المناجم يساهمون بقلة في ممارسات استخدام الأراضي بعد الانغلاق وإدارتها.
تشمل طرق تقدير معدلات التعرية:
- النماذج الإحصائية المحضة
- معدلات تعرية مقدرة ذاتيًا باستخدام حكم خبير مع قاعدة بيانات لمعدلات التعرية لمواقع طبيعية ومستصلحة (نظائر طبيعية وصناعية)
- مسح خصائص التعرية أو الترسيب الموجودة لزمن معروف (أو كما هي محددة بتأريخ الرواسب)لتحديد متوسط معدلات التعرية. وغالبًا، ما يستخدم تحليل الصور الجوية التاريخية.
- النماذج التجريبية محددة المواقع، التي ترتبط بالمنحدرات وحجم مستجمعات الأمطار ومساقط الأمطار
- النماذج التجريبية وشبه التجريبية أو القطعية على أساس قياسات مسيل الماء المختبرية والميدانية للتعرية في ظل محاكاة سقوط الأمطار أو ظروف التدفق
- نماذج تعرية الأخاديد الفيزيائية
- نماذج قياس التضاريس والمناظر الطبيعية، معتمدة غالبًا على نظام المعلومات الجغرافي (GIS)، والتي تطبق ميكانيكيات التعرية أو علاقاتها الإحصائية للتنبؤ بالتغيرات في الطوبولوجيا ومعدلات التعرية.
- نماذج الرواسب المعتمدة على رصد مستجمعات الأمطار.

## وصلات خارجية
- "About the Universal Soil Loss Equation" - US Department of Agriculture